# Brauerwasserkunst vor dem Burgtor
Die Wasserkunst vor dem Burgtor war ein Lübecker Wasserversorgungssystem.

## Hintergrund
Da die 1294 in Betrieb genommene Brauerwasserkunst nur den südöstlichen Teil der Stadt versorgen konnte, ließen die im nordwestlichen Teil ansässigen Brauer 1302 eine weitere Anlage auf eigene Kosten errichten, um gleichfalls das zum Bierbrauen in großen Mengen benötigte Wasser jederzeit über ein Leitungsnetz beziehen zu können.

## Die Anlage
Im Unterschied zu der bestehenden Brauerwasserkunst auf dem Hüxterdamm, die von Anfang an mittels eines wassergetriebenen Schöpfrades und später durch ein Pumpwerk betrieben wurde, kam die neue Anlage ohne jede Fördermechanik aus. Es handelte sich um ein reines Gefällesystem, bei dem der  Höhenunterschied zwischen dem Zufluss in der aufgestauten Wakenitz und den Entnahmestellen ausreichte, um den notwendigen Wasserdruck zu erzeugen. Ein hölzernes Rohr auf dem Grund der Wakenitz, dessen Eintrittsöffnung sich nördlich des Schafferturms befand, nahm das Wasser auf und beförderte es zunächst in einen Klärsod. Von dort führten die unterirdisch verlegten Leitungen es an der Stadtmauer entlang zum Burgtor und dort ins Stadtinnere.

## Das Leitungsnetz
Die Burgtor-Wasserkunst versorgte durch Zweigleitungen den Nordwesten der Stadtinsel bis zur Beckergrube. Das Netz reichte unter anderem in den Engelswisch, Kleine und Große Altefähre sowie die Kupferschmiedestraße.
Die hölzernen Leitungen bestanden zunächst aus ausgekehlten Balken mit aufgenagelten Abdeckungen; später wurden wie bei Brauerwasserkunst und Bürgerwasserkunst durchbohrte Baumstämme verwendet.
In die Häuser gelegte Entnahmestellen waren bei dieser Wasserkunst nicht üblich. Stattdessen existierten vorwiegend Brunnensode auf der Grenze zwischen zwei Häusern; sie waren abgedeckt und mit Schwengelpumpen versehen, deren Schwengel nach Gebrauch durch die Brauer stets entfernt wurden. Auf diese Weise wurde die Wasserentnahme durch Unbefugte ebenso unterbunden wie unnötiger Verbrauch.
Das Leitungsnetz hatte eine Gesamtlänge von 1840 Metern und blieb bis 1867, als die neue Wasserkunst den Betrieb aufnahm, in Gebrauch.